# Hennepin (Illinois)
Hennepin ist eine Gemeinde (mit dem Status „Village“) und Verwaltungssitz des Putnam County im mittleren Norden des US-amerikanischen Bundesstaates Illinois. Das U.S. Census Bureau hat bei der Volkszählung 2020 eine Einwohnerzahl von 769 ermittelt.

## Geografie
Hennepin liegt am linken Ufer des Illinois River auf 41°15′24″ nördlicher Breite und 89°19′48″ westlicher Länge und erstreckt sich über 14,6 km², die sich auf 13,6 km² Land- und 1,0 km² Wasserfläche verteilen. Der Ort ist das Zentrum der gleichnamigen Township.
Benachbarte Orte von Hennepin sind Granville (11,3 km östlich), McNabb (17,8 km südöstlich), Henry (21,9 km südlich) und Bureau Junction (10 km nordwestlich).
Die nächstgelegenen größeren Städte sind Chicago (185 km ostnordöstlich), Illinois’ Hauptstadt Springfield (198 km südlich) und die Quad Cities (133 km westlich).

## Verkehr
Der älteste Verkehrsweg des Ortes ist der Illinois River, der als Bestandteil des Illinois Waterway eine schiffbare Verbindung vom Michigansee zum Mississippi herstellt.
In Hennepin beginnt die Interstate 180, ein Zubringer zur Interstate 80, die als eine der längsten Fernstraßen des Landes beide Küsten miteinander verbindet. Am Beginn des Interstate Highway treffen die Illinois State Routes 26 und 71 zusammen. Alle weiteren Straßen sind untergeordnete innerörtliche Verbindungsstraßen.
Der nächstgelegenen Flugplatz ist der 31,2 km nordöstlich gelegene Illinois Valley Regional Airport; die nächstgelegene größeren Flughäfen sind der O’Hare International Airport in Chicago (186 km nordöstlich), der Chicago Rockford International Airport in Rockford (140 km nördlich) und der Quad City International Airport in Moline (122 km westlich).

## Demografische Daten
Nach der Volkszählung im Jahr 2010 lebten in Hennepin 757 Menschen in 326 Haushalten. Die Bevölkerungsdichte betrug 55,7 Einwohner pro Quadratkilometer. In den 326 Haushalten lebten statistisch je 2,32 Personen.
Ethnisch betrachtet setzte sich die Bevölkerung zusammen aus 97,4 Prozent Weißen, 0,1 Prozent (eine Person) Afroamerikanern, 0,3 Prozent (zwei Personen) Asiaten sowie 0,7 Prozent aus anderen ethnischen Gruppen; 1,6 Prozent stammten von zwei oder mehr Ethnien ab. Unabhängig von der ethnischen Zugehörigkeit waren 4,2 Prozent der Bevölkerung spanischer oder lateinamerikanischer Abstammung.
13,6 Prozent der Bevölkerung waren unter 18 Jahre alt, 67,0 Prozent waren zwischen 18 und 64 und 19,4 Prozent waren 65 Jahre oder älter. 50,3 Prozent der Bevölkerung war weiblich.

Das mittlere jährliche Einkommen eines Haushalts lag bei 44.750 USD. Das Pro-Kopf-Einkommen betrug 26.526 USD. 5,9 Prozent der Einwohner lebten unterhalb der Armutsgrenze.